# アメリカのアフガニスタン侵攻
アメリカのアフガニスタン侵攻（アメリカのアフガニスタンしんこう）とは、アメリカ同時多発テロ事件の首謀者である国際テロ組織「アルカーイダ」指導者のウサーマ・ビン・ラーディンを匿っているとして、アメリカがアフガニスタンに侵攻し、同国のタリバン政権を崩壊させた事件である。

## 前史

### アメリカによる政権転覆の企図と紛争の勃発
冷戦時代の1979年、アメリカがアフガニスタン政府の転覆を企図し、イスラム主義反政府勢力に武器供与と資金提供を行った（サイクロン作戦）ことでアフガニスタン紛争 (1978年-1989年) が勃発。アフガニスタン政府の度重なる救援要請を断っていたソ連は最終的に治安維持への協力のためアフガニスタンに軍を進駐した。ソ連軍は9年間の戦いののちに撤退、イスラム原理主義組織が勢力を伸ばした。

### 湾岸戦争とイスラム原理主義勢力の反米化
1991年に湾岸戦争が勃発すると、アメリカを中心とする多国籍軍はクウェートに侵攻したイラクを攻撃するためサウジアラビアに駐留した。しかし、「異教徒の軍隊が我が物顔で振る舞っている」として現地のムスリム達の反感を買ってしまう。

### アメリカ同時多発テロ事件
ムスリム達の反米感情が高まった事によって以前にソ連軍と戦ったイスラム過激派組織も反米化し、ウサーマ・ビン・ラーディン率いる国際テロ組織・アルカーイダは2001年9月11日、アメリカ同時多発テロを起こし、3,062人が犠牲となった。

### タリバン政権と北部同盟
ソ連・アフガン戦争での勝利以来、イスラム原理主義組織は勢力を伸ばし続け、イスラム過激派組織の一つ、タリバンは1996年にアフガニスタンの政権を奪取し、アフガニスタン・イスラム首長国を成立させた。だが、タリバンはアフガンの9割の領土を支配していたが、残りの1割は実効支配できておらず、反タリバン勢力である北部同盟が、その1割を支配していた。

## 戦争

### 開戦前夜
同時多発テロ事件で自国民を虐殺されたアメリカ大統領のジョージ・W・ブッシュはテロとの戦いを宣言し、アルカーイダへの反撃を決定。しかし、アフガニスタンのタリバン政権がアルカイダの指導者であるビン・ラディンを匿っていたため、アメリカ政府はタリバン政権に対してビン・ラディンの引き渡しを要求するが、タリバンはこれを拒否した。

### 開戦
タリバンがビン・ラディンの引き渡しを拒否した事を受けて、アメリカは武力行使を決定し、2001年10月7日にアフガニスタンへの空爆、侵攻を開始。イギリス、ドイツも集団的自衛権を行使して参戦し、以前からタリバンと対立していた北部同盟も終盤でアメリカ側に加勢した。

### 戦争の経過
- 10月7日 ブッシュ大統領が、テレビ演説でアフガニスタンへの武力行使を発表。アメリカ軍、タリバン支配地域への空爆開始。B-2・B-52など戦略爆撃機を使用。空母から戦闘機による攻撃、巡航ミサイルも多数使用。
- 10月19日 米軍特殊部隊が到着。なお10月中は北部同盟は動かず。
- 11月 北部同盟軍が攻撃を開始
- 11月9日 北部同盟軍が北部のマザーリシャリフ制圧、支配地域を大幅に拡大
- 11月12日 アメリカ、北部同盟軍、ヘラートを制圧
- 11月13日 アメリカ、北部同盟軍によりカブール陥落。首都陥落によりタリバン政権崩壊

### トラボラの戦い
カブールの陥落後、ウサーマ・ビン・ラーディン含むアルカイダのメンバーたちは、都市部を離れてアフガニスタン東部の都市ジャラーラーバードの近くにあるトラボラという地下要塞に避難した。この要塞はかつて対ソ連時に建立されたものでパキスタンの国境地帯にある。アメリカはビン・ラーディンを捕まえるため、トラボラの戦いを開始した。しかし、アメリカはこの地域に派遣可能な兵力が2000人もあったにもかかわらず、リスクを懸念してトラボラの周辺にごく数部隊しか配置しなかった。代わりに、アフガンの民兵にトラボラでの戦闘を任せた。しかしこの民兵は戦意が低く、アルカイダとの闘いに積極的に取り組まなかったため、ビン・ラーディンは国境を越えてパキスタンに逃げることができた。ピーター・バーゲンによると、最初からアメリカが全兵力を投入して、トラボラを包囲していれば、ビン・ラーディンを捕まえることができたと考えられる。

## その後
タリバン政権は崩壊したものの、政権を追われたタリバンは各地でゲリラ戦を展開し、紛争は泥沼化した。その後も紛争は終わらず、20年後の2021年に米軍が完全撤退するとタリバンが大攻勢を仕掛け、政権を奪還。アフガン戦争はタリバンの勝利に終わった。